# 나카야마촌 (나가노현)
나카야마촌(일본어: 中山村)은 일본 나가노현 히가시치쿠마군에 존재했던 촌이다 (1874년 10월 23일 - ). 1954년 4월 1일에 쇼와의 대합병으로 마쓰모토시에 편입되었다.

## 역사
- 1889년 4월 1일 - 정촌제 시행에 의해 히가시치쿠마군 나카야마촌이 단독으로 자치체를 형성하였다.
- 1954년 4월 1일 - 마쓰모토시에 편입해, 동일 시마우치촌은 폐지되었다.